# Kernel.org
kernel.org是Linux核心程式碼的主要軟體套件庫（repository），Linux核心是Linux作業系統中最主要的部份。這個網站向所有的使用者開放了完整的Linux核心原始程式碼。除了Linux核心之外，它也儲存了其他的開放原始碼專案，例如Google Android。這個網站成立的主要宗旨，在於為Linux核心開發者，以及Linux發行版的維護者，提供一個穩定的軟體套件庫。

## 外部連結
- . 官方網站.   [2014-08-28]. （原始内容存档于1998-01-30）.
- The Linux Kernel Hub